# مظاهرات جامعة ولاية بورتلاند المؤيدة لفلسطين
في عام 2024، احتل مجموعة من الطلاب مكتبة برانفورد برايس ميلار في حرم جامعة ولاية بورتلاند، في بورتلاند، أوريغون .     واُعْتُقِل رجل بعد أن توجه بسيارته نحو المتظاهرين ورَشَّ الفلفل على العديد منهم في فعل عدائي مناهض للاحتجاجات. 

## استجابات
سَتُغْلَقُ المكتبة للإصلاحات حتى خريف عام 2024. 

## أنظر أيضا
- 2024 احتلال الحرم الجامعي لجامعة أوريغون المؤيد للفلسطينيين
- 2024 احتجاجات مؤيدة للفلسطينيين في الجامعات
  - قائمة الاحتجاجات المؤيدة للفلسطينيين في الجامعات عام 2024
- احتجاجات الحرب بين إسرائيل وحماس في الولايات المتحدة